# Charcots første ekspedition 1903–05
Charcots første antarktisekspedition var en fransk ekspedition til Antarktis mellem 1903 og 1905 ledet af den franske læge og opdagelsesrejsende Jean-Baptiste Charcot. Ekspeditionen planlagde at lede efter den savnede svenske antarktisekspedition under ledelse af Otto Nordenskjöld, men da denne ekspedition blev reddet af den argentinske korvet "Uruguay", blev den vigtigste opgave for Charcots ekspedition at kortlægge vestkysten af Den antarktiske halvø.

## Baggrund og forberedelser
Charcot havde gennemført ekspeditioner til Arktis, og planlagde endnu en rejse til nord, da det i foråret 1903 blev kendt, at en svensk ekspedition var savnet efter at have overvintret i Antarktis. Dermed ændrede han planerne for at forsøge at komme til undsætning.
Han mødte store problemer med at skaffe de nødvendige midler og finansierede en stor del af ekspeditionen med sin personlige formue. Han var imidlertid godt bemidlet efter at have arvet 400.000 guldfranc og et maleri af Fragonard fra sin fader, den berømte neurolog Jean-Martin Charcot.

### Ekspeditionsskib
Ekspeditionsskibet "Français" var en tremastet skonnert, bygget i St Malo i 1903 af François Gautier. Størstedelen af Charcots formue gik til bygning af skibet og at udruste det med laboratorieudstyr.

### Personel
Ekspeditionen bestod af en gruppe på seks videnskabsmænd samt en skibsbesætning på 14 mand. Ud over lederen, bakteriologen Charcot, bestod den videnskabelige stab af løjtnant André Matha som næstkommanderende med ansvar for hydrografi og navigation, fenrik Joseph J. Rey (meteorologi og oceanografi), Dr. Ernest Gourdon (geologi og glaciologi), naturforskeren J. Turquet og fotografen P. Pleneau. Ernest Cholet førte ekspeditionsskibet "Français".

## Ekspedition
"Français" afsejlede fra Le Havre den 15. august 1903. Blot få minutter efter, at de havde forladt kajen, røg imidlertid en trosse og dræbte et af besætningsmedlemmerne. Denne ulykkelige hændelse forsinkede ekspeditionen i tolv dage.
Den belgiske polarudforsker Adrien de Gerlache fulgte ekspeditionen til Buenos Aires. de Gerlache havde erfaring fra Antarktis som leder af Belgica-ekspeditionen 1897–99, hvor også de senere kendte polarfarere Roald Amundsen og Frederick Cook havde deltaget. I Buenos Aires fik Charcot at vide, at Nordenskjölds ekspedition var blevet fundet af en argentinsk redningsaktion med korvetten "Uruguay". Han bestemte sig da for at udforske vestkysten af Antarktishalvøen. Han undgik bevidst Rosshavet for at undgå en mulig konflikt med englænderne, som under ledelse af Robert Falcon Scott var i færd med at gennemføre en stor national ekspedition i området. Dette fik senere Scott til at omtale Charcot som "the Gentleman of the Pole".
De foretog en grov kortlægning af den sydvestlige kyst af Anvers Island i 1904, og den 19. februar opdagede de Port Lockroy på Wiencke Island. Ekspeditionen overvintrede i en beskyttet bugt på nordsiden Booth Island, som de navngav Port Charcot, hvor de opstillede flere hytter. I løbet af vinteren blev der foretaget flere ture med hundeslæder til nærliggende øer.
Ekspeditionen kortlagde vestsiden af Det antarktiske arkipelag og udforskede kyststrækningen syd over til Adelaide Island. Denne blev navngivet Loubetkysten efter den franske præsident, Émile Loubet. De observerede også Hugo Island og Alexander Island længere mod syd. Argentine Islands blev opdaget og navngivet i taknemmelighed for de argentinske myndigheders velvilje i forbindelse med ekspeditionen. I løbet af ekspeditionen blev der gennemført et omfattende videnskabeligt program.
Den 15. januar 1905 ramte "Français" et skær og sprang læk. Til trods for ihærdige forsøg på at tætne hullet og kontinuerlig pumpning, fortsatte skibet med at tage vand ind. En midlertidig reparation i Port Lockroy satte dem i stand til at sejle til Ildlandet og videre til Buenos Aires, hvor Charcot solgte "Français" til de argentinske myndigheder.

## Hjemrejse og efterspil
Charcot vendte hjem til Frankrig, hvor han blev modtaget som en helt. Hans kone, Jeanne Hugo, barnebarn af forfatteren Victor Hugo, var imidlertid ikke lige så glad for hans ekspedition og krævede skilsmisse, fordi han havde forladt hende.
Charcot gennemførte en ny ekspedition til Antarktishalvøen i perioden 1908–10.